# Николаје Балческу (Ботошани)
Николаје Балческу (рум. Nicolae Bălcescu) насеље је у Румунији у округу Ботошани у општини Фламанзи. Oпштина се налази на надморској висини од 117 m.

## Становништво
Према подацима из 2002. године у насељу је живело 3995 становника.

### Попис2002.
| Расподела становништва по националности 2002.‍ | Расподела становништва по националности 2002.‍ | Расподела становништва по националности 2002.‍ | Расподела становништва по националности 2002.‍ | Расподела становништва по националности 2002.‍ |
| --------------------------------------------- | --------------------------------------------- | --------------------------------------------- | --------------------------------------------- | --------------------------------------------- |
|                                               |                                               |                                               |                                               |                                               |
| Румуни                                        | Румуни                                        |                                               | 3.899                                         | 97,6%                                         |
| Роми                                          | Роми                                          |                                               | 95                                            | 2,4%                                          |